# Ximena Abarca
María Ximena Abarca Tapia (Santiago de Chile, 24 de septiembre de 1981) es una cantante y actriz chilena. También ha trabajado en papeles dramáticos en algunas teleseries juveniles. Actualmente reside en Australia, donde es parte de la banda Huanchaco.

## Trayectoria
Ximena Abarca participó en 2003 en el programa de telerrealidad de Canal 13, Protagonistas de la música. En el primer día fue eliminada por sus compañeros, regresando para interpretar el tango Volver de Carlos Gardel en un duelo por la permanencia en el programa. Ximena triunfa la primera semana, sin embargo, a la semana siguiente, sería nuevamente amenazada por sus compañeros, y eliminada en una estrecha votación popular. Las cualidades artísticas de Ximena Abarca convencieron nuevamente al público y logró una demoledora votación (superando el 80 % del total) en el repechaje, a mediados de la transmisión del programa de telerrealidad. Luego de su reingreso, Abarca se convirtió en una de las favoritas del público y del jurado; ganando 4 veces la inmunidad por talento, y coronándose como la gran triunfadora en la final del programa. Protagonistas de la música finaliza el 7 de septiembre de ese año con Ximena Abarca en el primer lugar con un 62,78 % de la votación popular, venciendo a sus contrincantes: Sebastián Longhi, Feliciano Saldías y Hernán Pelegri. 
Como ganadora del concurso de talentos, Ximena Abarca firma un contrato con Warner Music para la grabación de su primer disco solista y se inscribe como la primera artista invitada al Festival Internacional de la Canción de Viña del Mar. Sin embargo, el disco se demoró más de lo esperado y salió a la venta días antes de su debut en la Quinta Vergara. en Viña del Mar alcanzó a interpretar cuatro temas: Mala sombra, El juego de la resistencia, Amor violento y Una no es ninguna. Este último no estaba contemplado en el espectáculo inicial, y tuvo que ser interpretado puesto que el público demandaba una canción más.
Punto de partida, su disco debut, sacó tres sencillos: El juego de la resistencia, que rotó en distintas radios de corte juvenil a los pocos días de su estreno, siendo su tema más exitoso; mientras Amor violento (el cual contó con el primer videoclip de la artista) logró estar entre los Top 50 de las canciones más tocadas durante 2004 y en los primeros lugares de los canales chilenos de video. Finalmente, su tercer sencillo, Alguien (que me hable bien de ti), quedó en el lugar 36.º entre las canciones más rotadas durante el 2005.
En 2005, Ximena Abarca se incorpora al programa juvenil de Mega, Mekano. Por otra parte, se convierte en protagonista de la serie EsCool, producida por el espacio televisivo en marzo de 2005, que recibe buena crítica y sintonía. Luego participó en roles menores en otras producciones similares como MiTú y Porky te amo.
Provocación fue el título de su segundo disco, estrenado en mayo de 2006. Su primer sencillo, Profano o sagrado,  alcanzó a ser la segunda canción chilena más escuchada en el país durante la primera semana de julio de 2006. El disco también incluye el hit chileno de la sororidad No por él,  que canta a dúo con Karen Bejarano.
En septiembre de 2006 abandona Mekano, y en el verano de 2008 participa como corista en el programa de karaoke Hit de Canal 13.
En 2008 hizo su debut como miembro de Ruch, una banda de power pop femenino integrada también por Berni Traub, Luti Lutz y Mai. La banda nace al amparo del destacado músico nacional Rodrigo Aboitiz, ex La Ley y Saiko. De su disco Ruch 3.0 sacan tres sencillos: Dónde, Sin Señal y Algo más. Los sencillos estuvieron bien posicionados en rankings radiales y televisivos. Entre ellos, destacan en Los diez más pedidos de MTV entre 2008 y 2009. Ximena abandona la banda en 2010 y compone algunas canciones para su gira Temporal, antes de abandonar Chile ese mismo año.
Posteriormente en 2006 participó en el doblaje al español latino de la serie infantil Hi 5 USA para Discovery Kids donde dobló a Kimee J. Balmilero en la temporada 1 y 2, en 2009 volvió al doblaje interpretando a algunas personas en Lazy town extra de Discovery kids Latinoamérica. 
En 2010 se radica en Australia, y junto a Christian Traub forma el dúo The Partners. Además, se dedica a dar clases particulares de música y servir café. 
En 2014 se une a la Banda Multicultural Huanchaco. Una banda de música world fusion, integrada también por Daniel Dixon de Nueva Zelanda, en la guitarra, y Sharmila Periakarpan de Australia, en el violín y flauta. En 2015 Huanchaco publica el EP Arrhythmia, sin embargo, debido a que necesitaban un percusionista, Terry Law de Hong Kong ingresa al conjunto, y Huanchaco vuelve a grabar sus canciones para lanzar su nuevo álbum Passages en abril de 2020.
A fines de 2019, Ximena Abarca lanza el sencillo Suave; y en marzo de 2021 lanza Marea junto a un nuevo videoclip. En recientes entrevistas señala que su objetivo es seguir en Australia componiendo canciones y enseñar español a través de la música.

## Discografía
- Punto de partida (2004)
- Provocación  (2006)
- Ruch 3.0  - Ruch (2008)
- Arrhythmia - Huanchaco  (2015)[6]
- Passages - Huanchaco (2020)

## Sencillos
- El juego de la resistencia - Punto de partida (2004)
- Amor Violento - Punto de partida (2004)
- Alguien (Que me hable bien de ti) - Punto de partida (2004)
- Profano o Sagrado - Provocación (2006)
- Suave - EP (2019)
- Marea - EP (2021)

## Videografía
1. Amor violento (3:02)
2. Alguien (que hable bien de ti) (4:15)
3. Marea (3:44)